# Porphyrinia densata
Porphyrinia densata är en fjärilsart som beskrevs av W. Warren 1912. Porphyrinia densata ingår i släktet Porphyrinia och familjen nattflyn. Inga underarter finns listade i Catalogue of Life.